# Rudolf Halfar

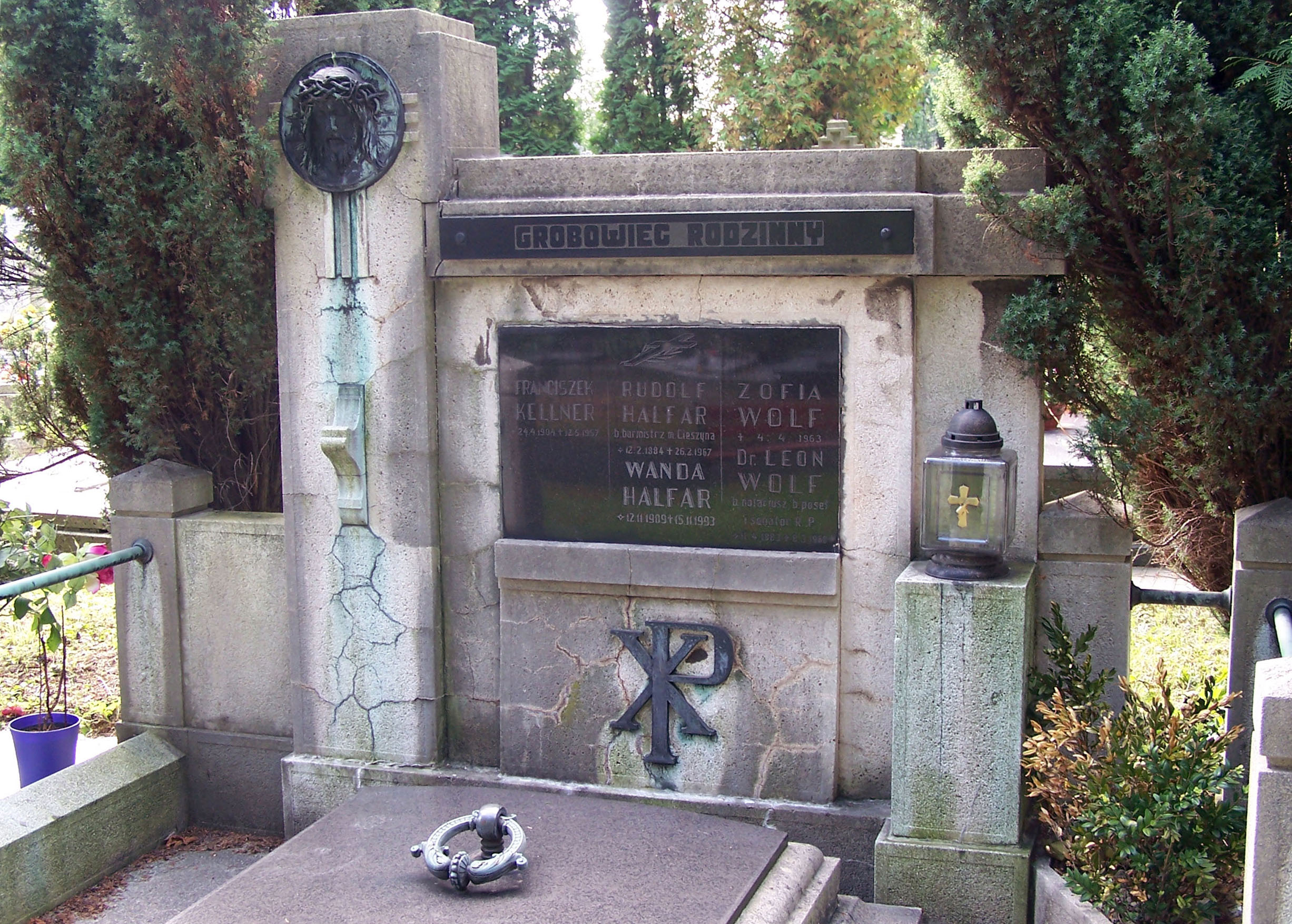
Grób Rudolfa Halfara na Cmentarzu Komunalnym w Cieszynie

Rudolf Halfar (ur. 12 lutego 1884 w Lutyni Polskiej, zm. 26 lutego 1967 w Cieszynie) – nauczyciel i działacz społeczny, polityk sanacji, burmistrz Cieszyna i poseł na Sejm III kadencji w II RP, zastępca senatora wybrany w 1935 roku w województwie śląskim.

## Życiorys
Był synem Franciszka i Joanny z Babiszów. Ukończył seminarium nauczycielskie w Krakowie, a następnie Wyższy Kurs Nauczycielski w Cieszynie. W czasie I wojny światowej służył w armii austro-węgierskiej. Po zakończeniu wojny był m.in. kierownikiem szkoły żeńskiej wydziałowej w Cieszynie.
Zaangażowany w plebiscyt w Zagłębiu Karwińskim, agitował za przynależnością Śląska do II RP, za co został przez Czechów skazany na śmierć. Zbiegł do Polski, po czym przez jakiś czas pracował w Amerykańskim Komitecie Dożywiania, a później w Radzie Narodowej w Cieszynie.
W 1929 został wybrany drugim zastępcą burmistrza Cieszyna.
W 1930 został wybrany posłem na Sejm II RP z listy BBWR w okręgu wyborczym Cieszyn-Pszczyna. Od tego samego roku był członkiem prosanacyjnego Narodowo-Chrześcijańskiego Zjednoczenia Pracy na Śląsku, należał do jego katowickich władz, a od grudnia 1934 był prezesem zarządu powiatowego w Cieszynie. W latach 1935 i 1938 ponownie kandydował do parlamentu, nie został wybrany – w 1935 otrzymał jedynie stanowisko zastępcy senatora z woj. śląskiego. 
Od 1935 pełnił funkcję zastępcy burmistrza Cieszyna, a po śmierci Władysława Michejdy w 1937 został jego burmistrzem. W tym samym roku mianowano go przewodniczącym lokalnego obwodu OZN.
We wrześniu 1938 stanął na czele Powiatowego Oddziału Komitetu Walki o Śląsk za Olzą. W czasie II wojny światowej przebywał najpierw w Nowym Sączu, gdzie zajmował się tajnym nauczaniem, później we wsi Różanki koło Krosna, pracując jako robotnik rolny. 
W 1945 powrócił do Cieszyna – najpierw pracował w administracji Urzędu Miasta i Komunalnej Kasie Oszczędności, później został dyrektorem lokalnego oddziału Banku Rolnego. W 1952 zwolniono go z tej funkcji ze względu na przedwojenną przeszłość, aż do śmierci był pracownikiem jednej z miejskich aptek. 
Zmarł w Cieszynie i został pochowany na tamtejszym Cmentarzu Komunalnym przy ul. Katowickiej (sektor XI-1-12).
Od 10 lutego 1933 był mężem Wandy Wolf, siostry Leona Wolfa.

## Ordery i odznaczenia
- Krzyż Niepodległości (2 sierpnia 1931)[5]
- Srebrny Krzyż Zasługi (11 listopada 1936)[6]